# 李沛瑤
李沛瑶（1933年6月1日—1996年2月2日），男，广西苍梧人，中华人民共和国政治人物，原副国级领导人，李济深上將之子。曾任中国国民党革命委员会中央委员会主席、第八届全国人大常委会副委员长。任内被其武警卫兵杀害。

## 生平
1933年6月1日，李沛瑤生於英屬香港，1952年进入北京航空学院飞机制造系学习。
1957年毕业后，任江西省南昌航空学校教师。
1958年起，历任国营南昌飞机制造公司技术员、工程师、主任工程师、高级工程师。
1986年，加入中国国民党革命委员会。1992年12月起，任民革中央主席。
1993年3月起，任第八届全国人民代表大会常务委员会副委员长。
1996年2月2日，被其住所附近的武警执勤战士张金龙杀害。中央高层对武警部队进行整肃，时任武警部队司令员巴忠倓退役，政治委员张树田调任兰州军区副政委。同年4月，开始了第二次“严打”。

## 遇害争议
案發時李沛瑶正與其妻辦離婚，一人獨居。其遗体的外表伤痕累累，面部共有6道砍创，深的到骨头。额头上有15条划伤，枕部有两道砍创，深达颅骨。颈部的损伤最重，一共有25道砍创。此外两肩和两臂、双手共有24道砍创，“深度到达肌腱，最重的一刀将左手中指完全砍断。”据中央统战部干部局副局长胡治安回忆，李沛瑶全身有55道砍创，其中颈部20多刀。
关于张金龙杀人的动机，如今有不同的说法。

### 官方通告
犯罪嫌疑人张金龙在执勤时屡次进入李沛瑶家中行窃，某次入室盗窃时被李发现后杀人。

### 坊间传言、来源及争议
坊间传言，张金龙把自己的妹妹推荐给李沛瑶做保姆。李沛瑶强奸了她，致其怀孕后又将其赶走。张金龙出于报复而杀人。
这则传言最早于2004年出现在中国境外媒体上，此时距离案发已八年有余。这篇文章是这则传言的唯一来源。然而，作者在文章中未提到任何消息来源（包括匿名来源）。此外，在案发到出现此文章的8年里，无任何类似的传言。该文章声称的署名人吴欢分别于2007年、2010年称文章系冒名。
这一传言亦被当时参与侦办此案的公安部刑事侦查局命案侦查处副处长左芷津所驳斥。左芷津直截了当地将这一传言斥之为“瞎扯”，并表示：“谋财害命的过程，案犯已供述得很清楚。如果案犯觉得李沛瑶不对，被抓住了马上会说李干了什么坏事，因为他要救自己一条命。”此外，张金龙在被抓获的供述中也描述称，李沛瑶自己一个人住，“家里没有警卫也没有保姆，买菜做饭都是自己干，连垃圾都是他自己出来倒”，与传言内容完全相反。高新則以造访人大副委员长周谷城的经历，認為副国级领导人不可能没有内勤警卫、保姆、司机和秘书。